# 적색핵
적색핵(red nucleus) 또는 적핵(赤核)은 중뇌의 정중선(正中線) 양쪽에 있는 좌우 한 쌍의 불그스름한 큰 회백질 덩이이다. 운동 계통의 중심적인 구실을 한다. 전정핵과 함께 겉질척수로의 가쪽(적색핵)과 안쪽 겉질척수로(전정핵)를 기원한다.

## 같이 보기
- 흑색질
- 망상체 활성화 시스템
- 눈돌림 신경핵